# 佩魯賈省
佩魯賈省（義大利語：Provincia di Perugia）是意大利翁布里亚大区的一個省。面積6,334平方公里，2005年人口606,413人。首府佩魯賈。義大利中部面積最大的湖泊特拉西梅诺湖位於該省。
下分59市鎮。